# Giuseppe Bellusci
Giuseppe Bellusci (Trebisacce, 21 de agosto de 1989) é um futebolista profissional italiano que atua como defensor.

## Carreira
Giuseppe Bellusci começou a carreira no Ascoli.